# غوي ثيس
غوي ثيس، من مواليد 6 ديسمبر 1922، وتوفي في 1 أغسطس 2003، لاعب كرة قدم بلجيكي سابق، ومدرب كرة قدم بلجيكي سابق.
درب منتخب بلجيكا لكرة القدم منذ عام 1979 وحتى عام 1986، ومنذ عام 1990 وحتى عام 1991.

## روابط خارجية
- غوي ثيس على موقع الاتحاد البلجيكي (الإنجليزية)
- غوي ثيس على موقع قاعدة بيانات كرة القدم.إي يو (الإنجليزية)
- غوي ثيس على موقع ناشيونال فوتبول تيمز (الإنجليزية)
- غوي ثيس على موقع عالم كرة القدم.نت (الإنجليزية)